# Relaciones Israel-México
Las naciones de Israel y México establecieron relaciones diplomáticas en 1952. Ambas naciones son miembros de las Naciones Unidas y la Organización para la Cooperación y el Desarrollo Económico.

## Historia

### SigloXX

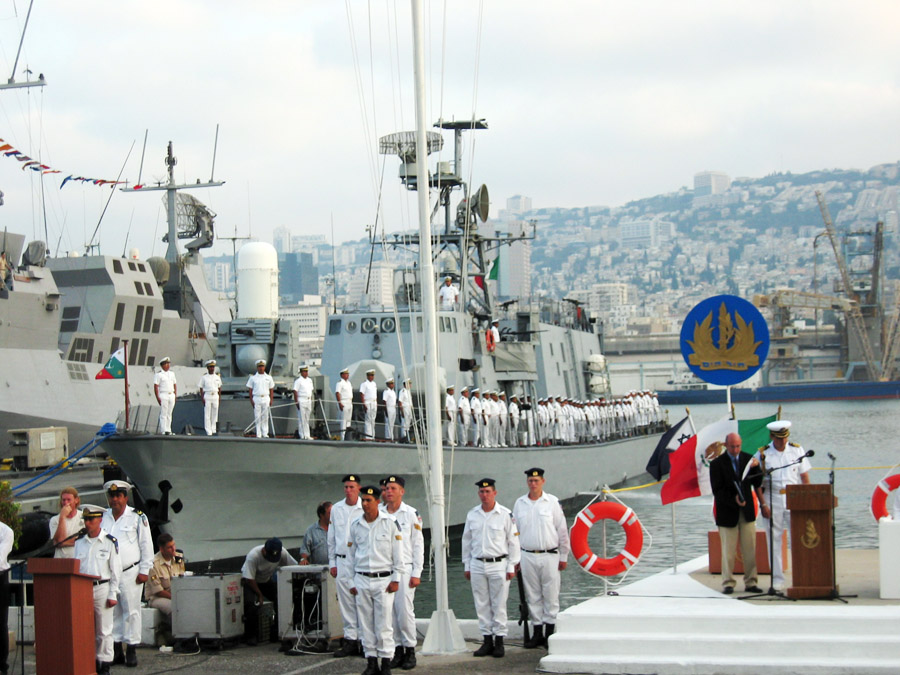
Ceremonia del traspaso de dos barcos de la Marina de Israel a la Armada de México en 2004.

Durante la Partición de Palestina en noviembre de 1947, México fue uno de los diez países que se abstuvieron de votar en la partición. México reconoció a Israel en enero de 1949 y ambas naciones establecieron relaciones diplomáticas el 1 de julio de 1952. Desde entonces, ambas naciones han abierto embajadas en sus respectivos capitales, con México abriendo su embajada en Tel Aviv en 1959. Ese mismo año, la Ministra de Asuntos Exteriores israelí Golda Meir realizó una visita a México.
En 1975, el presidente mexicano Luis Echeverría realizó una visita de estado a Israel. Ese mismo año, en plena Guerra Fría, la Asamblea General de la ONU adoptó, por impulso de los países árabes, y con el apoyo del bloque soviético y del no alineado, la resolución 3379, de carácter declarativo y no vinculante, que consideraba al sionismo como una forma de racismo y lo hacía equiparable al apartheid sudafricano (72 votos a favor, 35 en contra y 32 abstenciones). La alineación de los países árabes, socialistas y de aquellos pertenecientes al Movimiento de Países No Alineados respondía a la lógica de la confrontación bipolar de la Guerra Fría. Dicho voto en bloque producía una mayoría en la ONU que se organizó para condenar sistemáticamente a Israel en resoluciones como las: 3089, 3210, la 3236, la 32/40, etc. Por otro lado, la resolución también debe leerse a la luz de las políticas del llamado Tercermundismo promovida por figuras políticas como el presidente Echeverría. Éste, en un cálculo político, utilizó la Conferencia Mundial del Año Internacional de la Mujer como una plataforma para proyectar su propia figura como miembro destacado del Movimiento de Países No Alineados y buscando la Secretaría General de las Naciones Unidas. Lo anterior produjo un boicot turístico de la comunidad judía estadounidense en contra de México que visibilizó conflictos internos y externos de las políticas de Echeverría.
La resolución 46/86 de la Asamblea General de la ONU revocó la determinación que figuraba en la resolución 3379 del 10 de diciembre de 1975, la cual, a pesar de que era sólo de carácter declarativo y no vinculante, significaba una dura condena al sionismo al considerarlo tan racista como el apartheid, además de abogar por su eliminación. Carece de considerandos y es una de las más cortas de la historia de las Naciones Unidas. Resultó aprobada el 16 de diciembre de 1991 con un total de 111 votos a favor, 25 en contra y 13 abstenciones.
En 1977, el presidente israelí Ephraim Katzir realizó una visita a México donde se reunió con el presidente José López Portillo.

### SigloXXI

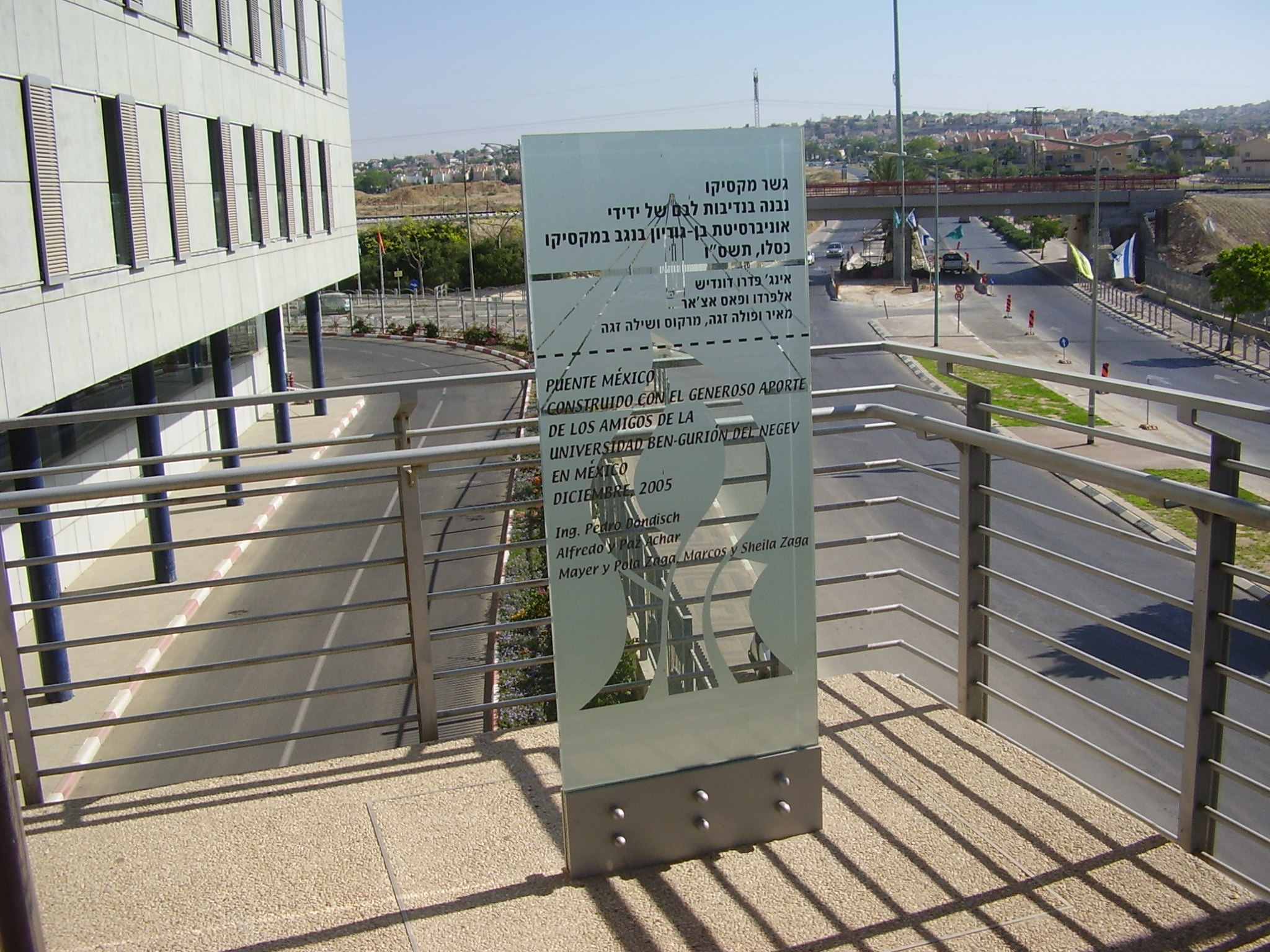
Una placa que dedica un puente a México en la estación del ferrocarril del Norte de Be'er Sheva.

En el 2000, el presidente mexicano Ernesto Zedillo realizó una visita de estado a Israel. Durante su estancia en Israel, el presidente Zedillo se reunió con el presidente israelí Ezer Weizman y ambos líderes firmaron Tratado de Libre Comercio entre ambos países, con el objetivo de ampliar los vínculos productivos y los lazos empresariales.
En 2001 Salvador Smeke, excoronel de las Fuerzas de Defensa de Israel, fue detenido en el interior de la Cámara de Diputados de México con dos armas, explosivos, cables y otros dispositivos, siendo acusado de intentar realizar un ataque al legislativo.
A lo largo de los años, México e Israel han incrementado la cooperación militar entre ellos. En 2008, México compró $210 millones de dólares de equipo militar israelí. También hay varios intercambios culturales y turísticos entre ambas naciones. En octubre de 2013, el Congreso de la Unión mexicano instaló una sección en su edificio dedicado a la Amistad México-Israel.
En septiembre de 2016, el presidente mexicano Enrique Peña Nieto acudió a las exequias del expresidente israelí, Shimon Peres, realizadas en el cementerio Nacional Monte Herzl, en Jerusalén. El Presidente Peña Nieto estuvo acompañado por la entonces secretaria de Relaciones Exteriores, Claudia Ruiz Massieu, así como por miembros de la Comunidad Judía en México.
El 13 de septiembre de 2017, el Primer ministro de Israel, Benjamín Netanyahu, visitó México en una visita oficial por tres días y se reunió con el presidente Enrique Peña Nieto y con la comunidad judeo-mexicana. Netanyahu se convirtió en el primer jefe de Gobierno israelí en visitar México y América Latina. Las relaciones entre ambas naciones habían sido un poco tensas desde que Netanyahu tuiteó en enero de 2017 que respaldaba el plan del Presidente estadounidense Donald Trump de construir un muro fronterizo entre México y los Estados Unidos. Unos días antes de la visita de Netanyahu, el IsraAid envió suministros humanitarios a las regiones afectada por el terremoto de los estados mexicanos de Chiapas y Oaxaca después de un 8.1 terremoto golpeó el área el 7 de septiembre de 2017. Durante la visita de Netanyahu, ambas naciones firmaron acuerdos sobre aviación, con la esperanza de establecer vuelos directos entre ambas naciones; desarrollo internacional, específicamente la cooperación en el desarrollo internacional que se centrará en cuestiones de desarrollo relevantes, incluyendo agua, agricultura, iniciativas e innovación; y un acuerdo espacial para crear la infraestructura legal para la cooperación en los usos del espacio ultraterrestre con fines pacíficos.
En julio de 2022 ambas naciones celebraron 70 años de relaciones diplomáticas. Para conmemorarlo, Israel canceló un sello que celebraba las relaciones de las dos naciones. Por su parte, México presentó una exposición conmemorativa de las relaciones históricas de ambas naciones dentro del Instituto Matías Romero.
En 2023, se descubrió que México era el «primer y más prolífico» usuario del sistema Pegasus Spyware de Israel.
En octubre de 2023, tras el ataque a Israel por parte de Hamás y la consiguiente respuesta militar israelí, México condenó los ataques del grupo paramilitar. Durante el conflicto que siguió, México ha mantenido una postura moderada con Israel, en comparación con otras naciones americanas, pidiendo un cese de hostilidades mientras se compromete a mantener abierta su embajada en el país.

## Visitas de alto nivel

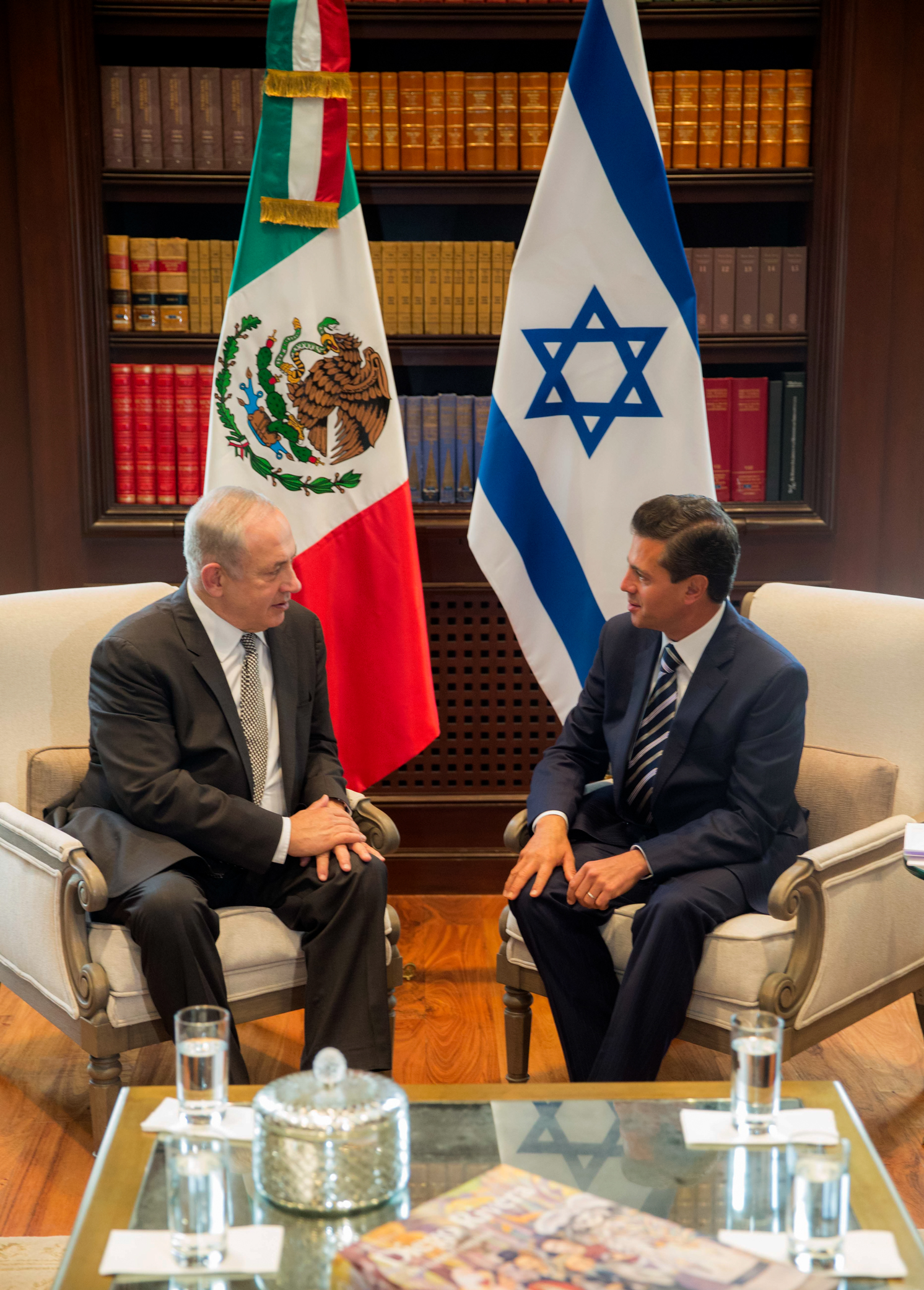
El primer ministro israelí Benjamín Netanyahu junto con el presidente mexicano Enrique Peña Nieto en la Ciudad de México, 2017.

Visitas de alto nivel de Israel a México
- Ministra de Relaciones Exteriores Golda Meir (1959)
- Ministro de Relaciones Exteriores Yigal Alón (1976)
- Presidente Efraim Katzir (1977)
- Ministro de Relaciones Exteriores Moshe Arens (1990)
- Ministro de Relaciones Exteriores Shimon Peres (1994)
- Presidente Moshe Katsav (2002)
- Presidente Shimon Peres (2013)
- Primer ministro Benjamín Netanyahu (2017)

Visitas de alto nivel de México a Israel
- Presidente Luis Echeverría Álvarez (1975)
- Secretario de Relaciones Exteriores Emilio Óscar Rabasa Mishkin (1975)
- Presidente Ernesto Zedillo (2000)
- Secretaria de Relaciones Exteriores Rosario Green (2000)
- Subsecretaria de Relaciones Exteriores Lourdes Aranda (2009)
- Presidente Enrique Peña Nieto (2016)
- Secretaria de Relaciones Exteriores Claudia Ruiz Massieu (2016)

## Galería

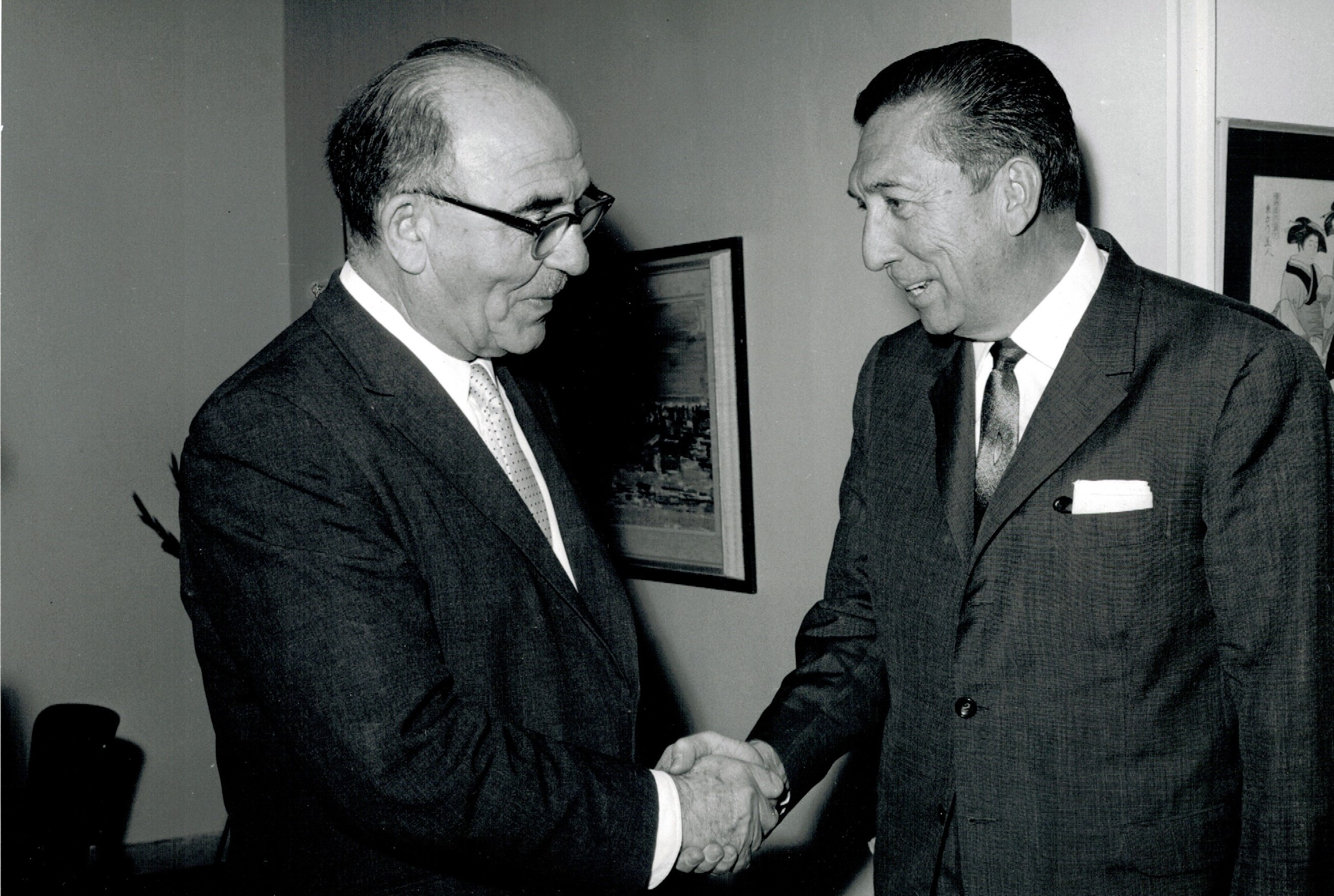
Ex presidente Miguel Alemán Valdés con el Primer ministro Levi Eshkol en Israel, 1963.
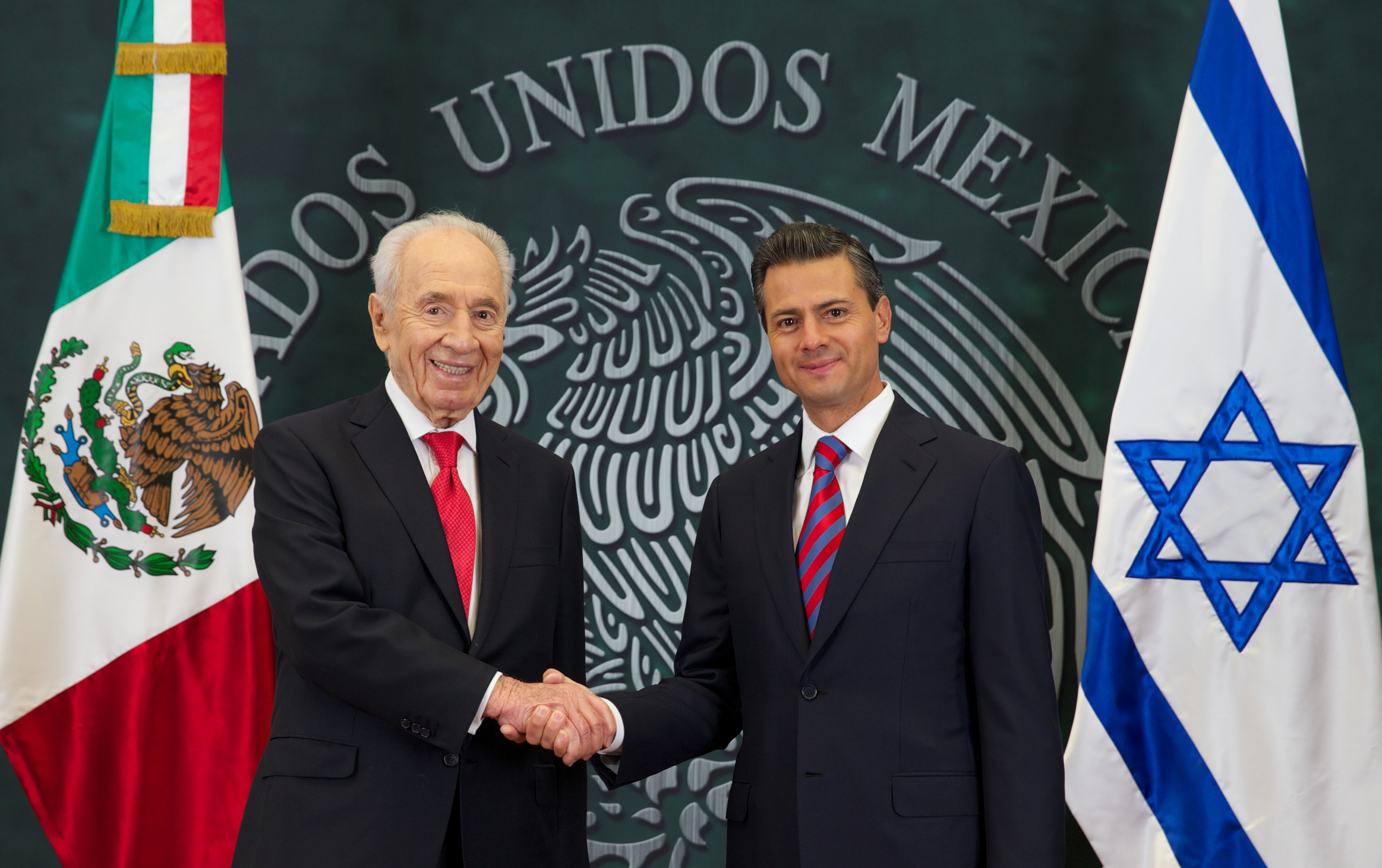
El presidente Shimon Peres con el presidente Enrique Peña Nieto en la Ciudad de México, 2013.
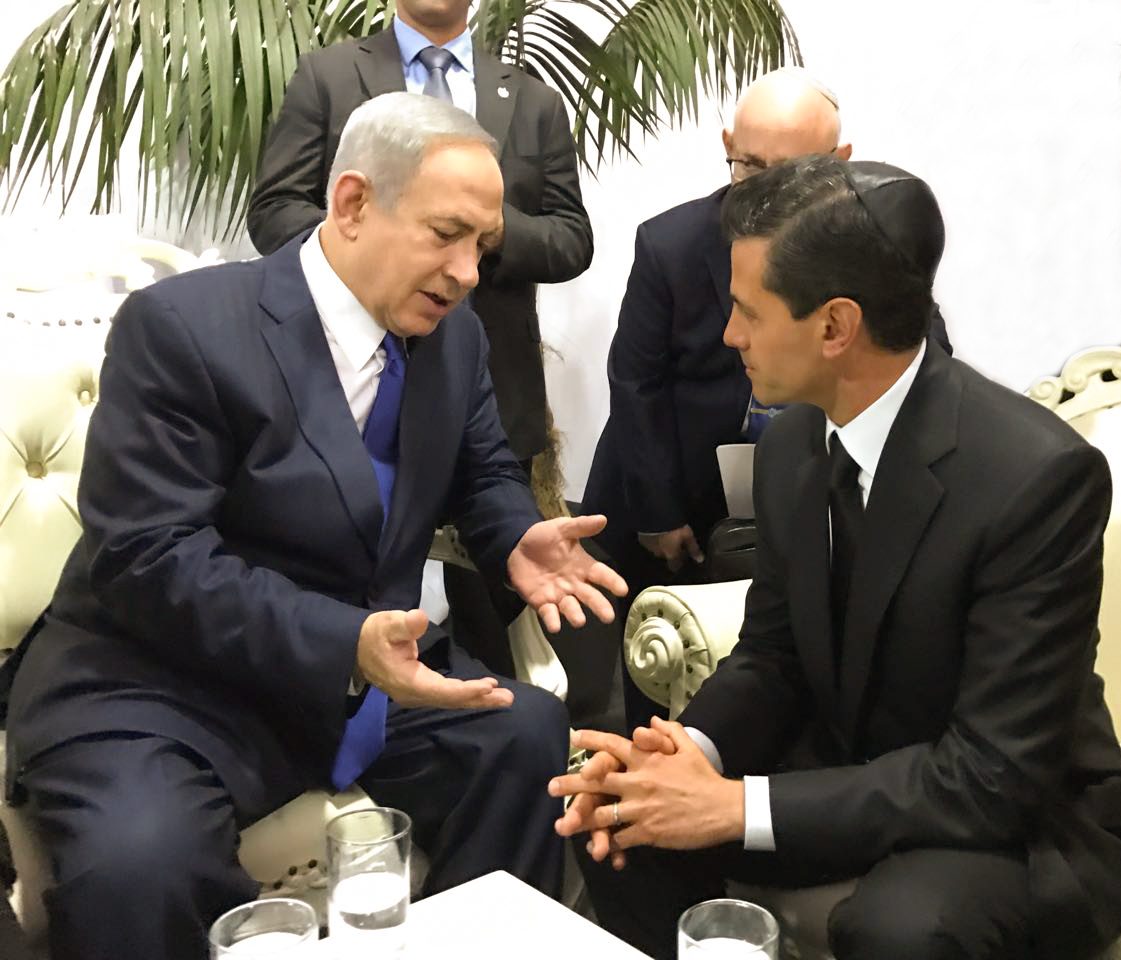
El Primer ministro Benjamín Netanyahu reuniéndose con el presidente Enrique Peña Nieto en Jerusalén; 2016.

## Acuerdos bilaterales
Ambas naciones han firmado varios acuerdos bilaterales, como un Acuerdo de Intercambios Culturales (1959); Acuerdo de Cooperación Técnica (1966); Acuerdo de Cooperación Aduanera (1996); Acuerdo sobre la Cooperación en el Combate al Tráfico Ilícito y Abuso de Estupefacientes y Sustancias Psicotrópicas y otros Delitos Graves (1997); Acuerdo de Asistencia Mutua en Asuntos Aduaneros (1998); Acuerdo para Evitar la Doble Imposición e Impedir la Evasión Fiscal en materia de Impuestos sobre la Renta y sobre el Patrimonio (1999); Acuerdo de colaboración entre ProMéxico y el Instituto Israelí de Exportación y Cooperación Internacional (2013); Acuerdo de Cooperación en el Campo de las Tecnologías del Agua y Administración de Recursos Hídricos (2013); Convenio de Asistencia y Cooperación Técnica para la Formulación de Estrategias de Protección de la Calidad del Agua Subterránea y Acciones de Remediación de Acuíferos, Protección y Restauración de la Calidad de los Recursos Hídricos entre la Comisión Nacional del Agua (Conagua) y la Compañía Israelí de Agua (Mekorot) (2013); Memorándum de Entendimiento para la Cooperación en Créditos para la Exportación entre el Banco Nacional de Comercio Exterior, Sociedad Nacional de Crédito (Bancomext) y Ashr’a, Corporación del Seguro de Riesgos de Comercio Exterior de Israel (2013); Acuerdo en Materia de Cooperación Bilateral en Investigación y Desarrollo en el Sector Industrial Privado entre el Consejo Nacional de Ciencia y Tecnología (CONACyT) y el Centro Industrial Israelí para la Investigación y el Desarrollo (2014); y Acuerdos en materia de cooperación internacional para el desarrollo, servicios aéreos, y exploración y uso del espacio ultraterrestre para fines pacíficos (2017).

## Comercio
El 6 de marzo de 2000, ambas naciones firmaron un Tratado de Libre Comercio. En 2023, el comercio bilateral entre Israel y México ascendió a $1.2 mil millones de dólares. Las principales exportaciones de Israel a México incluye: circuitos electrónicos e integrados, baterías, piezas de maquinaria, productos químicos, instrumentos médicos, construcciones prefabricadas, diamantes y frutas. Las exportaciones de México a Israel incluyen: máquinas de procesamiento de datos, teléfonos y teléfonos móviles, automóviles y otros vehículos, hierro y acero, productos químicos, frutas y otros productos alimenticios. Empresas multinacionales mexicanas como Altos Hornos de México, Grupo Bimbo, Cemex, Orbia y Rassini (entre otros) operan en Israel.

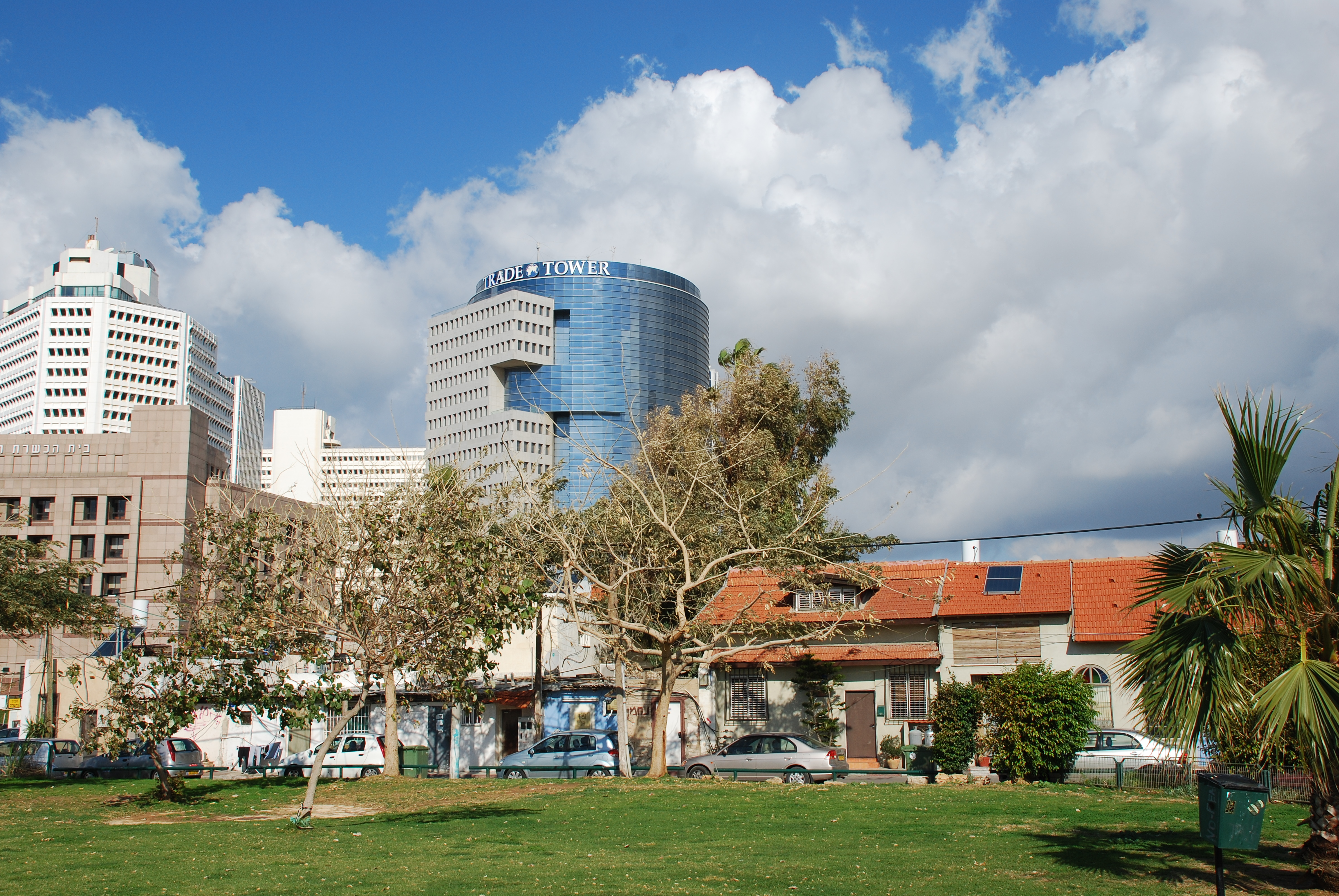
Trade Tower alojando a la Embajada de México en Tel Aviv

## Misiones diplomáticas residentes
- Israel tiene una embajada en la Ciudad de México.[25]
- México tiene una embajada en Tel Aviv.[26]